# Psychocentra millierei
Psychocentra millierei är en fjärilsart som beskrevs av Franciscus J.M. Heylaerts 1879. Psychocentra millierei ingår i släktet Psychocentra och familjen säckspinnare. Inga underarter finns listade.